# 前2年
| 千纪： | 前1千纪                                                                                 |
| 世纪： | 前2世纪 \| 前1世纪 \| 1世纪                                                             |
| 年代： | 前30年代 \| 前20年代 \| 前10年代 \| 前0年代 \| 0年代 \| 10年代 \| 20年代                |
| 年份： | 前7年 \| 前6年 \| 前5年 \| 前4年 \| 前3年 \| 前2年 \| 前1年 \| 1年 \| 2年 \| 3年 \| 4年 |
| 纪年： | 西汉元寿元年                                                                            |

## 大事记
- 博士弟子景盧出使大月氏，其王使人口授《浮屠經》。

## 逝世
- 傅昭儀，汉元帝妃嫔，汉哀帝祖母。
- 王獲，西漢外戚，王莽的第二個兒子，因為殺了一個奴婢而被王莽逼令自殺。